# Брендинг територій

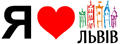
Логотип міста Львова

Брендинг територій — (також використовується термін територіальний маркетинг, маркетинг території, іноді замінюється поняттями брендинг міст, брендинг території) — це стратегічне просування міста або міського району з метою сприяння його розвитку. Відносно новий термін, який включає в себе поняття національного брендингу, регіонального маркетингу і міського маркетингу. На відміну від брендингу товарів та послуг, брендинг міст має більш багатовимірний характер, оскільки місто за своєю суттю закріплене в історії, культурі, екосистемі, яке потім включається у мережу асоціацій, що пов'язують продукти, простори, організації та людей.
Поняття брендинг місць (place branding) вперше використав Саймон Анхольт в 2002 році. Раніше тематику маркетингу місць розробляли, серед інших, Філіп Котлер, Сеппо Райністо (Seppo Rainisto)та інші.
Брендинг території — це соціогуманітарна технологія, спрямована на забезпечення взаємодії таких понять, як «територіальна ідентичність», «територіальні інтереси», «територіальна спільнота» і т. ін. Зв'язок між формуванням бренду території і розкриттям його ідентичності — це європейський стандарт брендингу територій". На думку Саймона Анхолта, бренд території — це відображення «сутності місця» (Place Substance).
Деякі місця асоціюються з певними брендами і будуються один на одному, але іноді комерційний бренд настільки потужний, що затьмарює бренд території. Прикладом цього є Маранелло, Італія, який використовує штаб-квартиру Ferrari як основний атракціон для туристів.
Міський маркетинг може відбуватися стратегічно чи органічно. Прикладом стратегічного маркетингу міста є Лас-Вегас. Місто просувається різними зусиллями зі стратегічним наміром отримати культурні та економічні бонуси. Випадок органічного маркетингу міста — Єрусалим. Місто продається без грандіозної стратегії, оскільки дезорганізовані зацікавлені сторони протягом століть прославляли місто та заохочували паломництво, даючи культурні та економічні бонуси. Обидва випадки демонструють міський маркетинг, кожен із яких відрізняється стратегічною та органічною участю. Взагалі органічний маркетинг відбувається поряд із стратегічним маркетингом, оскільки Музей Феррарі, Італія, Маранелло — опис музею міста неможливо побудувати лише за допомогою стратегічних зусиль.

## Місто як бренд
«Брендинг міста— це теорія та кейси, які досліджують міський брендинг та надають цікаві приклади, які ілюструють різноманітні підходи амбітних міст».  Ця тема є новою і надзвичайно актуальною сьогодні. Зважаючи на те, що у 2002-ому році Саймон Анхольт вперше вжив термін "брендинг міст", то ця галузь зараз активно досліджується. Науковець писав про потребу одних міст конкурувати з іншими, зазначаючи, що: "Швидкий процес глобалізації означає, що кожна країна, кожне місто та кожен регіон повинні конкурувати з кожними іншими за частку споживачів, туристів, інвесторів, студентів, підприємців, міжнародні спортивні, та культурні заходи, а також за увагу й повагу міжнародних ЗМІ, інших урядів, та людей". Кожне місто повинне мати свою унікальну ідентичність та відмінність від інших міст. За словами Саймона Анхольта, сприйняття бренду – це його імідж, він існує в свідомості аудиторії Для міста важлива його репутація, бо вона створює певний образ міста. Інший дослідник цієї галузі, Кіт Дінні, розмірковував про те, чи відіграє важливе значення назва міста. Науковець писав: "Рівень поваги, який викликає назва міста, безпосередньо впливає на здоров'я його туризму, економічний розвиток, престиж та повагу". Назва міста повинна асоціюватись у людей з тим містом, куди вони їдуть. "Частина складності міського бренду є з їх зобов'язанням задовольняти потреби цілого спектру кардинально різних цільових аудиторій", – пише у своїй праці дослідник.  Щоб створити успішний бренд території, то потрібно брати до уваги інтереси всіх зацікавлених сторін. Необхідно, щоб місцеві жителі ідентифікували себе зі своїм місто. "Для того, щоб розвинути сильний бренд, політики повинні визначити чіткий набір атрибутів бренду, якими володіє місто і які можуть стати основою для сприйняття позитивних уявлень про місто для різних авдиторій".  Потрібно завжди пам'ятати, що унікальної стратегії брендингу не існує, а кожна стратегія повинна бути підібрана індивідуально для певного міста. Це постійне завдання і воно потребує багато зусиль. Світ надзвичайно динамічний і все змінюється, тому потрібно слідкувати за світовими тенденціями і застосувати досвід інших міст у своєму місті. "Міста залежать від своїх мешканців економічно, соціально, культурно та екологічно". Тому, саме місцеві жителі відіграють надзвичайну важливу роль у житті населеного пункту.

## Походження
Вважається, практика брендингу територій з'явилася в середині 19 століття. Зокрема, США розпочали подібні стратегії з метою залучення сільського населення до міських центрів робочої сили. Пізніше цю практику використовуватимуть з метою туризму, особливо в Європі, з відомими плакатами місць. Однак, практика не стане звичною серед міст та країн до останніх років. Вважається, це є більш широким явищем, що почалося близько 1970-х років, відомий як міська регенерація, в результаті чого система виробництва в рамках розвинених країн починають « вертикально дезінтегровуватись [Архівовано 23 червня 2020 у Wayback Machine.]» поступаючись постіндустріальним суспільствам, типізовані «підприємницькими» формами управління. Такий інтерес, схоже, з'явився через визнання того, що «місця будь-якого виду можуть отримати користь від реалізації узгоджених стратегій щодо управління своїми ресурсами, репутацією та іміджем».
Саймон Анхольт вперше в 2002 році вжив словосполучення «брендинг місцевості» як термін. Приблизно в цей ж час в англійському журналі «Управління брендом» Саймон Ангольт також вперше використав фразу «національний брендинг», що стало певною віхою для фахівців в області бренду-маркетингу. Приблизно через 10 років, коли Анхольт вже розробив систему оцінки результатів національного бренда, він зрозумів, що за декілька років існування «Індекс Ronder Nation Brands Brands Anholt-GfK» не простежуються явні зв'язки між динамікою цінності національних брендів і витрат на такі звані кампанії по національному брендингу (були випадки, коли країни взагалі не займалися національним брендингом, але при цьому їхній державний імідж покращувався, коли інші витрачали великі кошти на брендинг їхньої країни, який часто йшов навіть на шкоду їхньому іміджу). Ситуація пояснювалась відсутністю загального розуміння суті явища «територіального брендинга». Універсальні кампанії за просуванням територій не завжди можуть бути давати очікуваних замовлених результатів, оскільки потрібно було відслідковувати залучення експертів з-поміж інших областей, щоб врівноважувати діапазон маркетингу території.

## Вплив глобалізації
Один із принципів брендингу міст стверджує, що боротьба за увагу та перевагу не обмежується комерційними товарами та послугами; воно однаково стосується геополітичних утворень. Країни та міста змагаються за туристичний дохід, бізнес та часто податкові бази. У містах навіть існує жорстка конкуренція між міськими центрами міських та заміських територій; торгові центри проти традиційних центрів міста. Прихильники брендингу місць стверджують, що це посилене конкурентне середовище стає важливим для міст та країн, незалежно від їх розміру чи складу, потрібно чітко розмежовувати себе та доносити, чому вони є релевантними та цінними варіантами.
З цією думкою погоджується Саймон Анхольт. Він вважає, що швидкий прогрес глобалізації означає, що кожна країна, кожне місто та кожен регіон повинні конкурувати між собою за свою частку світових споживачів, туристів, інвесторів, студентів, підприємців, міжнародних спортивних та культурних заходів, а також за увагу та повагу міжнародні засоби масової інформації, інших урядів та населення інших країн. «Основним рушієм конкурентної ідентичності є глобалізація: поява низки регіональних ринків збуту (я маю на увазі не просто ринки товарів чи коштів, а ідеї, вплив, культура, репутація, довіра та увага) яка швидко зливається в єдину глобальну спільноту. Тут лише ті глобальні гравці — будь то країни, міста, регіони, корпорації, навчальні заклади, релігії, громадські організації, благодійні організації, політичні партії чи приватні особи — з можливістю підходити до широкого та різноманітного глобального ринку з чітким, надійним, привабливим, чітке та ретельно сплановане бачення, ідентичність та стратегія можуть конкурувати.»

## Вивчення в університетах
Незважаючи на те, що науковий інтерес до сфери брендингу місць все ще знаходиться на стадії зародження, опубліковані наукові дослідження за останні роки помітно зросли. Оскільки світова економіка стає все більш інтегрованою та взаємопов'язаною, цей інтерес буде лише продовжувати зростати, тим більше, що міста змагаються за «привабливість талантів, просування туризму, проведення спортивних та культурних заходів, інвестиційну привабливість та багато інших цілей, які міста ставлять перед собою у своїх пошуках розвитку та відродження міст».
Територіальний брендинг має міждисциплінарний підхід, який може бути зосереджений і як у сфері соціології (в тому числі і міській соціології, кримінології та соціології культури), політології, культурній антропології, культурології, комунікативних дослідженнях, маркетингу, міжнародних відносинах та інших. Це навіть може вивчатись і поєднуватись з іншими мистецтвами та гуманітарними науками, такими як кінознавство чи література, якщо спостерігати, як місця зображуються чи уявляються.

## Процеси
Брендинг територій (місць) — це процес, що складається з декількох підпроцесів. На відміну від брендингу більш простих суб'єктів, таких як товар, послуга, компанія, особа або класичні суб'єкти брендингу, розміщення брендингу, зокрема, брендингу нації та міста, є складним процесом. Складність пов'язана з великою різноманітністю зацікавлених сторін у цьому процесі.
Взагалі бренд місця походить від існуючих активів місця, таких як його ціннісна пропозиція чи сприйняття громадськістю. Також, бренд місця походить від створених активів, таких як події, політика, абстрактні поняття толерантності тощо.
Потім отримане зображення торгової марки передається каналами зв'язку. Ці канали залежать від телевізійних рекламних оголошень до інтернет-маркетингу. Ці комунікації спрямовані на конкретний цільовий ринок.

## Брендинг міста
Брендинг у місті (також відомий як міський брендинг) означає всі види діяльності, які проходять з метою перетворення міста з місця на місце призначення . «Успішний брендинг», — каже Роберт Джонс, директор-консультант міжнародної консультації з бренду Wolff Olins, «може перетворити місто на місце, де люди хочуть жити, працювати та відвідувати». Міський брендинг часто плутають із міським маркетингом . Вони відрізняються тим, що маркетинг використовує побажання та потреби споживачів як керівний принцип діяльності організації, тоді як у випадку брендингу обране бачення, місії та ідентичності відіграють цю роль.
Брендинг міста створює єдиний бренд для міста і поширює його на всі його пропозиції та взаємодії. З точки зору споживача, це створює унікальну картину міста на кожному рівні взаємодій. Це також допомагає усунути необхідність представляти окремий випадок міста для кожної його пропозиції клієнтам.
Бренд міста — це його обіцянка цінності, обіцянка, яку потрібно дотримуватися. Хороший брендинг може допомогти зробити міста бажаними, так само як поганий бренд може допомогти зробити міста небажаними. Деякі приклади добре фірмових міст — Нью-Йорк, Сан-Франциско та Париж . Видно, що успішні торгові марки міста продавали свою історію, якість місця, спосіб життя, культуру, різноманітність, а також активно формували партнерські відносини між муніципалітетами та владою з метою покращення їх інфраструктури. Не менш важливою є роль позиціонування в процесі брендингу, тобто створення чіткого місця на ринку, який має займати місто.

## Приклади міських брендингових кампаній
Єрусалим має чіткий бренд міста як святе місто. У святе місто входять численні знакові місця, такі як Західна стіна, Церква Гробу Господнього, Садова гробниця та Храмова гора . Дослідження, замовлене шведською науковою радою, свідчить про те, що Єрусалим може бути одним з найстаріших міських брендів, який протягом століть проходив кампанії з органічного брендування. Паломництво, релігійний еквівалент туризму, є частиною історії Єрусалиму протягом тисячоліть .
Лас-Вегас або просто Вегас використовується Лас-Вегаською конвенцією та органами відвідувачів як бренд для продажу більшої частини долини Лас-Вегаса, включаючи Лас-Вегас-Стрип, Лас-Вегас, Неваду, Хендерсон, Неваду, Північний Лас-Вегас, Неваду та інші частини округу Кларк, штат Невада . Місто також назвали «Місто Гріхів».

Відомий логотип Нью-Йорку

Інші приклади міських брендів включають:
- Амстердам — «МИ Амстердам  [Архівовано 11 травня 2020 у Wayback Machine.]»
- Абу-Гош — «світова столиця хумусу»
- Нью-Йорк — «Я люблю Нью-Йорк[en]»
- Париж — «Освітлене місто»
- Сіетл — «Смарагдове місто»
- Кремнієва долина — «технічна столиця»
- Львів — «місто кави»

## Рейтинг національних брендів Country Brand Index
Рекламне агентство FutureBrand публікує рейтинг національних брендів (2019 рік). Соціальна аналітика проведена Вебером Шендвіком. До рейтингу увійшли 75 країн, з яких Україна на 74-му місці. Мета дослідження — виміряти «нематеріальні активи» країни, то, як країну сприймають представники міжнародного бізнесу, туристи, експерти в галузі туризму та національного брендингу, лідери громадської думки. В рамках дослідження опитано безліч ділових і звичайних туристів з метою відпочинку на п'яти континентах, проведені фокус-групи за участю експертів на предмет виявлення асоціацій, пов'язаних з різними країнами, за п'ятьма категоріями, включаючи туристичну привабливість, якість життя і систему цінностей.
| №  | країна     | зміна балів з 2014 р | регіон                   |
| -- | ---------- | -------------------- | ------------------------ |
| 1  | Японія     | =                    | Азіатсько-Тихоокеанський |
| 2  | Норвегія   | +4                   | Європа                   |
| 3  | Швейцарія  | -1                   | Європа                   |
| 4  | Швеція     | =                    | Європа                   |
| 5  | Фінляндія  | +8                   | Європа                   |
| 6  | Німеччина  | -3                   | Європа                   |
| 7  | Данія      | +2                   | Європа                   |
| 8  | Канада     | -3                   | Північна Америка         |
| 9  | Австрія    | +1                   | Європа                   |
| 10 | Люксембург | -                    | Європа                   |

Найгірші позиції в рейтингу зайняли Бангладеш, Іран, Пакистан, Україна і на останньому місці Ірак.